# Dieter Gölsdorf

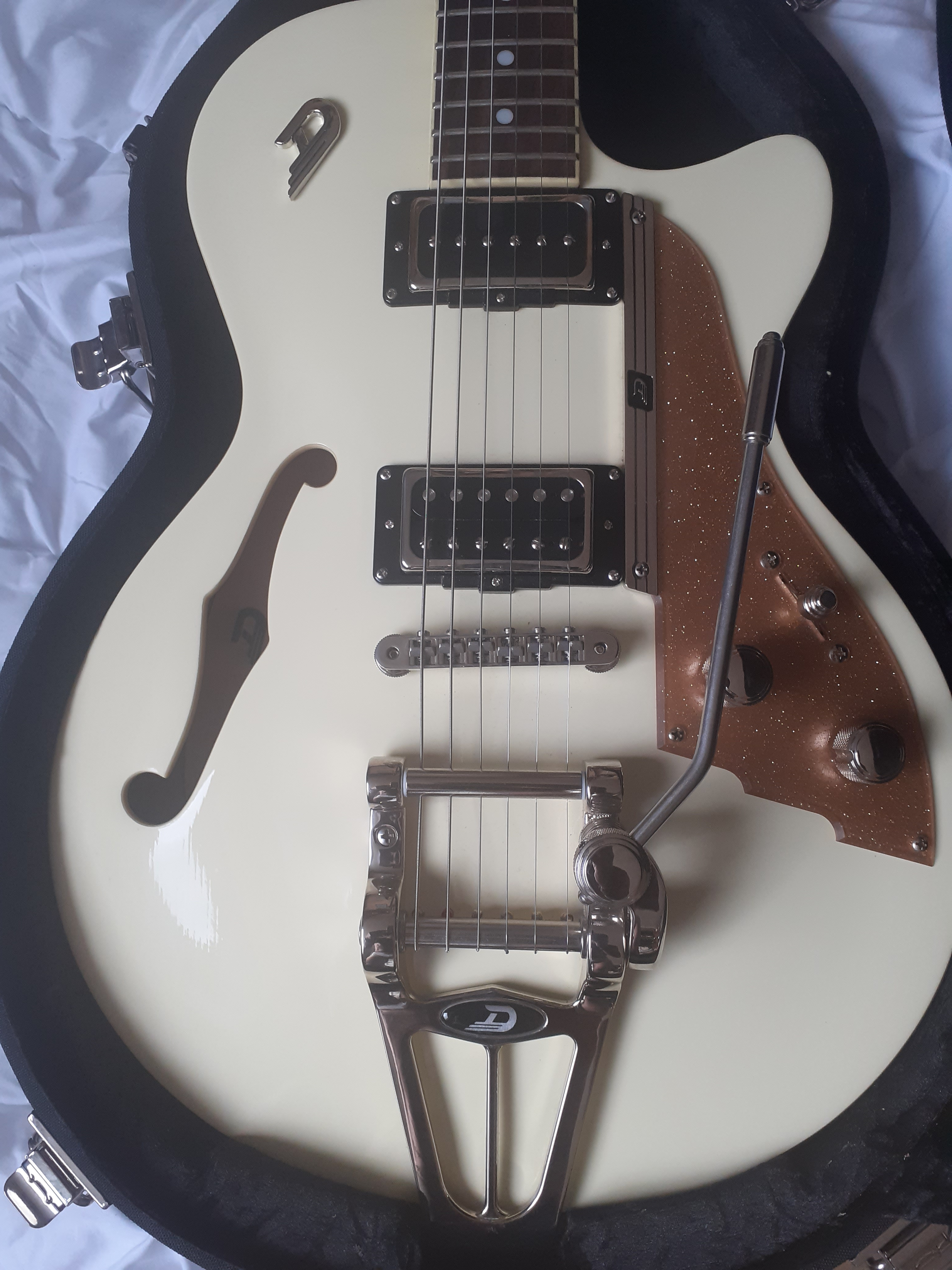
Duesenberg Starplayer TV 2016 Vintage White Custom Shop

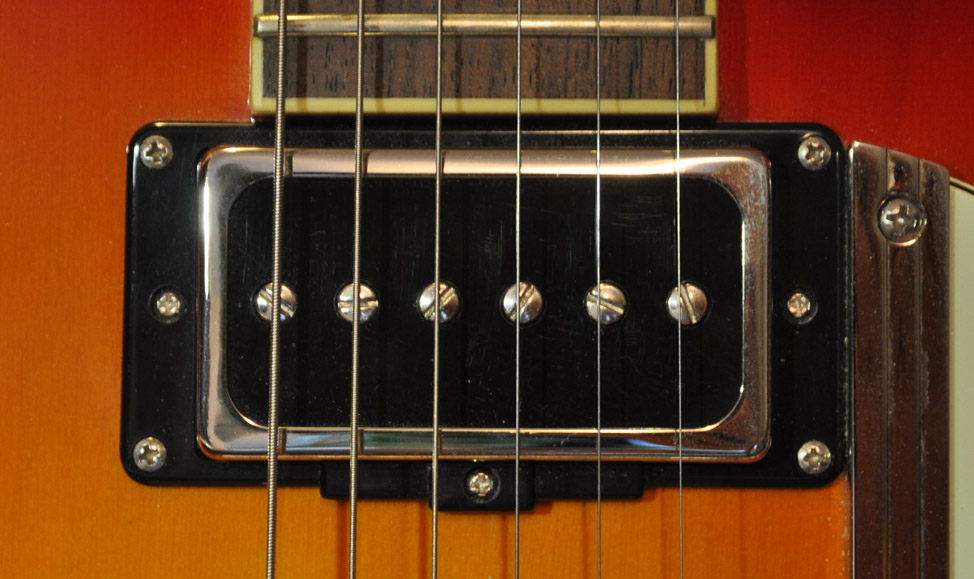
Duesenberg P-90-Pick-Up im Humbucker Format „Domino“

Dieter Gölsdorf (* 20. Juni 1952  in Berlin) ist ein deutscher Gitarrenbauer, Gitarrist und Schriftsteller. Er ist Schöpfer der in Anlehnung an die historische Automarke benannte Gitarren-Marke Duesenberg.
Er veröffentlicht auch unter den Pseudonymen Atze Rockinger und Fred Gerdes.

## Leben
In der Zeit, als renommierte Gitarrenhersteller wie Fender, Gibson und Gretsch in den USA und Framus in Deutschland mit wirtschaftlichen und Qualitätsproblemen zu kämpfen hatten, bot Dieter Gölsdorf aka Atze Rockinger mit seinem 1978 in Hannover gegründeten Unternehmen Rockinger recht erfolgreich Ersatz- und Umbauteile für E-Gitarren und sogar einen E-Gitarren-Bausatz an.
Später kamen z. B. ein Tru Tune Tremolo genanntes Vibrato-System und der erste P-90-Pickup im Humbucker-Format (Domino) dazu. 1983 war Rockinger mit 16 Mitarbeitern zum größten Gitarrenbauer Deutschlands geworden; ca. 600 Gitarren wurden jährlich gebaut.
1987 eröffnete er zusammen mit Thomas Stratmann auf der spanischen Mittelmeerinsel Formentera die Gitarrenbauschule Formentera Guitars. Zu der Zeit schrieb er auch Kolumnen für Gitarren-Fachmagazine unter dem Pseudonym Atze Rockinger.  Später benutzte er auch noch das Pseudonym Fred Gerdes.
Bei Rockinger Guitars kam es vorübergehend zu einem Eigentümerwechsel und Gölsdorf gründete 1991 das Unternehmen Göldo. Anders als Rockinger ist Göldo ein Großhandelsunternehmen, das eigene und fremde Gitarrenbauteile vertreibt.
In den 1980er-Jahren kreierte Gölsdorf seine eigene Gitarrenmarke Duesenberg, die zunächst über Göldo und seit 1995 von Duesenberg Guitars vertrieben wird.
1998 veröffentlichte Gölsdorf im eigenen Verlag Panama-Publications seinen ersten Roman Angst & Schrecken auf Formentera, 2003 dann Formentera Fieber. Als Fan der österreichischen Fernseh-Serie Kottan ermittelt verfasst er 2007 die Dokumentation Kottan Mania.
In dem 2010 erschienenen Film Kottan ermittelt: Rien ne va plus durfte Gölsdorf einen Zuschauer spielen.

## Musiker
Als Musiker spielte Gölsdorf seit seiner Jugend in verschiedenen Bands. In den 1990er-Jahren spielte er dreimal mit seiner Band Rollinger im Vorprogramm von B.B.King. Später nahm er mit seiner Band Duesenberg das Album Morrison & More (2001) auf, das Stücke von Van Morrison und Jim Morrison von den Doors enthielt. Danach erschienen mit Los Dooros das Album Jim´s Legacy (2018) und als Dieter Gölsdorf Jim's Vermächtnis (2019).

## Privates
Hatten Vertreter früherer Generationen der Familie Gölsdorf (Urgroßvater Karl Gölsdorf, Ur-Urgroßvater Louis Adolf Gölsdorf) noch Dampflokomotiven entwickelt, widmete Dieter Gölsdorf sich E-Gitarren und deren Mechanik.
Die Moderatorin und Journalistin Jule Gölsdorf, geb. 1976, ist seine Tochter.
Heute lebt Gölsdorf auf dem spanischen Festland.

## Veröffentlichungen
- 1998: Angst & Schrecken auf Formentera, 3-980-42102-7
- 2003: Formentera Fieber, 3-936732-01-9
- 2007: Kottan Mania. Ein Führer durch den Wahnsinn der Kultserie „Kottan ermittelt“ von Peter Patzak und Helmut Zenker. Panama Publications, Frankfurt am Main, ISBN 3-936732-05-1 / 978-3-936-73205-4[7]

## Diskografie

### Alben
- 2019: Jim's Vermächtnis[8]

Mit Band  Duesenberg 
- 2001: Morrison & More (CD) [9]

Mit Band  Los Dooros 
- 2001: Jim´s Legacy[10]